# Claude Fischler
Pour les articles homonymes, voir Fischler.
Claude Fischler est un sociologue français né en 1947 et spécialiste, notamment, de l'alimentation humaine.
Directeur de recherche au CNRS, il est le directeur du centre Edgar-Morin, dépendant de l'École des hautes études en sciences sociales. Il a également dirigé l'Institut interdisciplinaire d'anthropologie du contemporain, dont il a été le cofondateur. Il est par ailleurs, entre autres activités, membre du comité de rédaction de la revue scientifique Communications.

## Biographie

### Formation
Après des études de sociologie, ainsi qu'un diplôme du Centre de formation des journalistes (CFJ) obtenu en 1970, Claude Fischler obtient un doctorat en 1990, sous la direction d'Edgar Morin à l'EHESS, avec une thèse intitulée « L'Homme et la Table ».

### Parcours professionnel
Il participe en 1970 à la création du Groupe de diagnostic sociologique dirigé par Edgar Morin et travaille avec lui à l'étude de la rumeur d'Orléans en étudiant en particulier son homologue apparue à Amiens. Il étudie aussi, à cette époque, la croyance en l'astrologie, au traitement des faits divers dans les médias et aux problématiques écologiques et d'aménagement.
Il s'intéresse par la suite, à compter de 1974, à la dimension sociale et anthropologique de l'alimentation humaine. Ainsi, il est l'auteur en 1990 de L'Homnivore, qui connaîtra plusieurs rééditions. Il dirige ensuite Manger magique. Aliments sorciers, croyances domestiques, ouvrage paru chez Autrement en 1994. Il y questionne la pensée magique en matière alimentaire, et son analyse s'étend à la sociologie du corps, d'une part, ou à la gestion des risques, d'autre part.
Il travaille aussi, depuis quelques années, sur la comparaison internationale des comportements et représentations face à l'alimentation, ce qui donne lieu à son ouvrage Manger, paru en 2008. Ses plus récents travaux portent sur la question de la commensalité.
Début 2012, il prend la direction de l'Institut interdisciplinaire d'anthropologie du contemporain, qu'il a cofondé, institut qui devient le Laboratoire d'anthropologie politique (LAP) en juillet 2022.
Il organise en outre avec l'Observatoire Cniel des habitudes alimentaires (OCHA), à l'Institut Pasteur, un colloque interdisciplinaire international sur « les alimentations particulières » qui aborde divers aspects de l'individualisation des pratiques alimentaires contemporaines : allergies, intolérances, abstentions, adhésion à divers régimes ou à certaines formes d'alimentation, etc.

## Publications
- Le Retour des astrologues. Diagnostic sociologique, Paris, Club de l'Obs, 1971
- La Croyance astrologique moderne : Diagnostic sociologique, avec Edgar Morin et al., Lausanne, éditions L'Âge d'Homme, 1981
- La Damnation de Fos, avec Bernard Paillard, Paris, éditions du Seuil, 1981
- L'Homnivore, Paris, éditions Odile Jacob, 1990
- Du Vin, Paris, éditions Odile Jacob, 1999
- Manger. Français, Européens et Américains face à l'alimentation, avec Estelle Masson, Paris, éditions Odile Jacob, 2008

### Direction d'ouvrages
- La Nourriture - pour une anthropologie bioculturelle de l'alimentation", Communications, n° 31, 1979
- Manger magique, Paris, Autrement, n° 149, 1994
- Pensée magique et alimentation aujourd'hui, Cahiers de l'OCHA, n° 5, 1996
- Les Alimentations particulières : Mangerons-nous encore ensemble demain ?, Paris, éditions Odile Jacob, 2013

## Prix
- Prix Benjamin-Delessert 1990[6]
- Prix Langhe Ceretto 1992
- Prix de l'Académie des sciences morales et politiques[Lequel ?] 1992 pour L'Homnivore[7]